# Вердье, Жан
Жан Вердье (фр. Jean Verdier; 19 февраля 1864, Лакруа-Барре, Вторая империя — 9 апреля 1940, Париж, Франция) — французский кардинал, сульпицианин. Архиепископ Парижа с 18 ноября 1929 по 9 апреля 1940. Кардинал-священник с 16 декабря 1929, с титулом церкви Санта-Бальбина с 19 декабря 1929.